# Dypsis angustifolia
Espèce
Statut de conservation UICN

 EN B1ab(iii)+2ab(iii) : En danger
Dypsis angustifolia est une espèce rare de palmiers (Arecaceae), endémique de Madagascar. En 2012 elle est considérée par l'IUCN comme une espèce en danger d’extinction.